# Ґостомко
Ґостомко (пол. Gostomko) — село в Польщі, у гміні Ліпуш Косьцерського повіту Поморського воєводства.
Населення — 122 особи (2011).
У 1975-1998 роках село належало до Гданського воєводства.

## Демографія
Демографічна структура станом на 31 березня 2011 року:
|          | Загалом | Допрацездатний вік | Працездатний вік | Постпрацездатний вік |
| -------- | ------- | ------------------ | ---------------- | -------------------- |
| Чоловіки | 65      | 19                 | 42               | 4                    |
| Жінки    | 57      | 14                 | 33               | 10                   |
| Разом    | 122     | 33                 | 75               | 14                   |